# 국립대구박물관
국립대구박물관(國立大邱博物館)은 대구광역시 수성구 황금동에 위치한 대구광역시의 박물관이다. 국립중앙박물관의 소속기관으로, 1994년 5월 4일 발족하였으며, 그해 12월 7일 개관하였다. 관장은 학예연구관으로 보한다.

## 연혁
- 1994년 5월 : 국립대구박물관 설치
- 1994년 12월 7일: 국립대구박물관 개관
- 2004년 12월 : 미술실 개편
- 2006년 10월 : 사회교육관 개관
- 2010년 6월 : 전시실 개편
- 2010년 7월 : 박물관 재개관

## 조직

### 관장
- 기획운영과[3]
- 학예연구실[4]

## 시설[5]

### 전시실
국립대구박물관은 대구·경북 지역에서 출토된 선사 시대부터 삼국 시대까지의 고고 및 역사 유물을 전시하는 전시실을 운영하고 있다. 다양한 전시실을 통해 대구·경북 지역의 역사와 문화를 이해하고, 옛 사람들의 생활을 살펴볼 수 있다.
주요 시설로는 대구·경북 지역에서의 역사와 문화를 중심으로 고대의 생활상을 조명하는 고대문화실, 불교문화와 유교문화를 소개하며, 해당 지역에서 출토된 문화재를 중심으로 구성된 중세문화실, 전통 의복의 기원을 소개하고, 우리 옷의 전통적인 아름다움과 함께, 아시아의 전통복식을 함께 살펴볼 수 있는 복식문화실과 기획전시실, 특별전시실 등이 함께 운영되고 있다.

### 체험관
의복 체험이 가능한 어린이박물관, 유아들을 위한 놀이방, 체험관과 디지털 기술을 이용해 문화재를 재현하는 디지털기술관이 존재한다. 어린이박물관은 2023년 공사를 통해 새롭게 바뀌었다.

### 편의 시설
강의실, 꿈마루, 카페, 문화사랑방, 문화상품방 등이 존재한다.

### 박물관 외부
보물 제357호 정도사 터 오층석탑과, (사)대구박물관회 사무실, 토기가마 전시장, 고인돌, 돌널무덤 등 여러 문화유산들을 재건하거나 복원하여서 전시하고 있다.

## 소장품
2016년 12월 31일 기준 소장품 현황은 다음과 같다.
| 금속     | 토제     | 도자기   | 석       | 유리 보석 | 초제 | 나무  | 골각 패갑 | 지      | 피모 | 사직    | 종자 | 기타 | 계        |
| -------- | -------- | -------- | -------- | --------- | ---- | ----- | --------- | ------- | ---- | ------- | ---- | ---- | --------- |
| 12,192건 | 55,531건 | 14,014건 | 12,724건 | 438건     | 5건  | 641건 | 54건      | 701건   | 19건 | 959건   | 8건  | 2건  | 97.288건  |
| 22,960점 | 73,054점 | 14,233점 | 19,357점 | 976점     | 7점  | 736점 | 69점      | 1,303점 | 33점 | 1,117점 | 13점 | 2점  | 133,860점 |

## 교통
국립대구박물관에 방문할 경우 대중교통으로는 대구지하철 2호선 만촌역 3번 출구에서 시내버스(순환3, 순환3-1, 234, 349, 449, 524, 수성1, 수성1-1, 수성3, 수성3-1)로 환승할 수 있다. 박물관 주차장은 무료로 이용 가능하며, 총 184대의 주차 공간이 마련되어 있다. 대형차량 16대, 소형차량 168대(장애인 7대, 하이브리드 8대, 일반 153대)를 수용할 수 있으나, 주차 공간이 부족할 수 있어 대중교통 이용을 권장한다.

## 같이 보기
- 대한민국의 박물관과 미술관 목록
- 대한민국의 국립 박물관 목록